# 2004-es Giro d’Italia
A 2004-es Giro d’Italia volt a 87. olasz kerékpáros körverseny. Május 8-án kezdődött és Május 30-án ért véget.  Végső győztes az olasz Damiano Cunego lett.

## Végeredmény
|    | Versenyző          | Csapat                  | Idő            |
| -- | ------------------ | ----------------------- | -------------- |
| 1  | Damiano Cunego     | Saeco                   | 88 óra 40' 43" |
| 2  | Serguei Gonchar    | De Nardi                | 2' 02"         |
| 3  | Gilberto Simoni    | Saeco                   | 2' 05"         |
| 4  | Dario Cioni        | Fassa Bortolo           | 4' 36"         |
| 5  | Jaroszlav Popovics | Landbouwkrediet-Colnago | 5' 05"         |
| 6  | Stefano Garzelli   | Vini Caldirola          | 5' 31"         |
| 7  | Wladimir Belli     | Lampre-Caffita          | 6' 12"         |
| 8  | Bradley McGee      | Francaise des Jeux      | 6' 15"         |
| 9  | Tadej Valjavec     | Phonak                  | 6' 34"         |
| 10 | Juan Manuel Gárate | Lampre-Caffita          | 7' 47"         |